# 安藤寿康
安藤 寿康（あんどう じゅこう、1958年 - ）は、日本の心理学者、行動遺伝学者。専門は行動遺伝学、教育心理学。特に認知能力とパーソナリティの発達に及ぼす遺伝と環境（主に教育環境）の影響に関して、双生児法による研究を行なっている。慶應義塾大学名誉教授。

## 来歴
東京都生まれ、神奈川県育ち。1976年神奈川県立湘南高等学校卒業。1981年慶應義塾大学文学部卒業。1986年慶應義塾大学大学院社会学研究科博士課程単位取得退学。1992年慶應義塾大学文学部専任講師、1993年同助教授、2001年同教授。2023年に定年退職、名誉教授。
1997年「遺伝と教育 -人間行動遺伝学的アプローチ」で慶應義塾大学より博士（教育学）の学位を取得。
2007年、武見奨励賞を受賞。2015年、James Shields Awardを受賞。

## 著書
- 『遺伝と教育 人間行動遺伝学的アプローチ』風間書房、1999年
- 『心はどのように遺伝するか 双生児が語る新しい遺伝観』講談社ブルーバックス、2000年
- 『遺伝マインド 遺伝子が織り成す行動と文化』有斐閣、2011年
- 『遺伝子の不都合な真実 すべての能力は遺伝である』ちくま新書、2012年
- 『遺伝と環境の心理学―人間行動遺伝学入門』培風館、2014年
- 『日本人の9割が知らない遺伝の真実』 SBクリエイティブ(SB新書)、2016年
- 『「心は遺伝する」とどうして言えるのか: ふたご研究のロジックとその先へ』 創元社、2017年
- 『なぜヒトは学ぶのか 教育を生物学的に考える』 講談社現代新書、2018年
- 『生まれが9割の世界をどう生きるか　遺伝と環境による不平等な現実を生き抜く処方箋』 SBクリエイティブ、2022年
- 『能力はどのように遺伝するのか　「生まれつき」と「努力」のあいだ』 講談社ブルーバックス、2023年
- 『教育は遺伝に勝てるか？』 朝日新書、2023年

### 共編著
- 『ふたごの研究 これまでとこれから』詫摩武俊、天羽幸子共著　ブレーン出版、2001年
- 『事例に学ぶ心理学者のための研究倫理』安藤典明共編　ナカニシヤ出版、2005年
- 『パーソナリティ心理学 人間科学、自然科学、社会科学のクロスロード』榎本博明、堀毛一也共著　有斐閣アルマ、2009年
- 『乳幼児のための脳科学 DVDブック子どもたちは未来 別巻』小泉英明編著 多賀厳太郎、安梅勅江共著　フリーダム、2010年
- 『発達科学入門』1-3　高橋惠子、湯川良三、秋山弘子共編　東京大学出版会、2012年
- 『運は遺伝する　行動遺伝学が教える「成功法則」』橘玲共著　NHK出版、2023年

### 翻訳
- R.プロミン『遺伝と環境 人間行動遺伝学入門』大木秀一共訳　培風館、1994年
- ケリー・L.ジャン『精神疾患の行動遺伝学 何が遺伝するのか』大野裕監訳 佐々木掌子、敷島千鶴、中嶋良子共訳　有斐閣、2007年
- マイケル・ラター『遺伝子は行動をいかに語るか』培風館、2009年

### 科学研究費（KAKEN）
研究代表者になっているもの。
- “双生児統制法による教授・学習過程の行動遺伝学的研究”. KAKEN. 2023年8月19日閲覧。
- “算数・数学能力への遺伝的影響と教育環境との交互作用に関する行動遺伝学的研究”. KAKEN. 2023年8月19日閲覧。
- “双生児法による高次精神機能の行動遺伝学的研究”. KAKEN. 2023年8月19日閲覧。
- “双生児法による青年期・成人期の行動遺伝学的研究”. KAKEN. 2023年8月19日閲覧。
- “社会性とメンタルヘルスの双生児研究-遺伝子と脳活動をつなぐ”. KAKEN. 2023年8月19日閲覧。
- “教育脳を探る―「教育による学習」をつかさどる脳神経基盤に関する研究”. KAKEN. 2023年8月19日閲覧。
- “教育過程の総合的行動遺伝学研究”. KAKEN. 2023年8月19日閲覧。
- “教育脳の脳神経学的・行動遺伝学的研究”. KAKEN. 2023年8月19日閲覧。
- “双生児法による教育過程とその成果に関する発達的行動遺伝学研究”. KAKEN. 2023年8月19日閲覧。

### 科学技術振興機構プロジェクト
- “双生児法による乳児・幼児の発育縦断研究”. JST Project Database. 2023年8月19日閲覧。

## 参考
- “安藤 寿康 | 研究者情報 | J-GLOBAL 科学技術総合リンクセンター”. jglobal.jst.go.jp. 2023年8月19日閲覧。